# The Poisonous Path
The Poisonous Path è il quinto album in studio del gruppo black metal finlandese Behexen, pubblicato nel 2016.

## Tracce
1. The Poisonous Path – 5:59
2. Wand of Shadows – 3:56
3. Cave of the Dark Dreams – 3:48
4. Sword of Promethean Fire – 5:17
5. Umbra Luciferi – 5:37
6. Luminous Darkness – 6:33
7. Chalice of Abyssal Water – 7:05
8. Pentagram of the Black Earth – 5:00
9. Gallows of Inversion – 4:04
10. Rakkaudesta Saatanaan – 8:40

## Formazione
- Hoath Torog - voce
- Shatraug - chitarra
- Wraath - chitarra
- Horns - batteria